# Tokugava Ieszada
Tokugava Ieszada (徳川 家定; Hepburn: Tokugawa Iesada; 1824. május 6. – 1858. augusztus 14.) volt a tizenharmadik shógun a Tokugava sógunátusban Japánban. Tokugava hivatalban volt 1853 és 1858 között. Fizikailag gyenge volt, ezért a későbbi történészek úgy ítélték meg, hogy alkalmatlan sógunnak. Uralkodása a Bakumatszu korszak kezdetét jelzi.

## Korai évei
Ieszada az edói kastélyban született, mint Maszanoszuke (政之助),negyedik fiaként a tizenkettedik shógunnak Tokugava Iejosinak és ágyasának Hondzsuinnak. Iejosi legtöbb gyermeke meghalt még csecsemőkorban, vagy mielőtt elérte az első életévét. Ieszadát nagyon fiatalon nevezték ki örökösnek, ezért is korlátozták az emberekkel való érintkezését, hogy megvédjék a lehetséges betegségektől. Néhány történész feltételezi, hogy agyi bénulásban szenvedett. Ieszada kiskorában himlős volt, melynek következtében hegek maradtak az arcán. 1841-ben Tokugava Ienari halála után aggodalmak merültek fel Ieszada örökösségének való alkalmasságáról. Tokugava Josinobut nevezték meg potenciális utódként. Habár ezt rodzsu Abe Maszahiro ellenezte,és Ieszada továbbra is örökös maradt.

## Sógun
Ieszada apja halála után lett shógun. Rossz egészségi állapota miatt nem vállalt aktív szerepet a politikában, az Amerikával folytatott tárgyalásokat Abe Maszahirora hagyta. A kanagavai egyezményt 1854. március 31-én írták alá. Nem sokkal ezután Abe elhunyt, és a helyébe Hotta Maszajosi került.
1854. november 4. és 7. között a Nagy Nankaidoi földrengés és szökőár 80 ezer embert ölt meg. Ezt követte 1854. december 23-án a Tokai-i földrengés. A földrengés leginkább Tokai régióban sújtott le, de a házakat egészen Edoig lerombolta. A földrengést kísérő szökőár károkat okozott a part mentén a Boszo félszigettől (mai Csiba prefektúra) egészen Tosza tartományig (mai Kocsi prefektúra). A földrengés szintén lecsapott a Simoda és Izu félszigetre is; és mivel ezt jelölték ki az U.S leendő konzulátusának néhányan úgy értelmezték a természeti katasztrófát mint a kamik elégedetlenségének jelét.
A nankai földrengés 1854. december 24-én következett be, melyben több mint 10 ezer ember vesztette életét Tokai régiótól Kjúsúig. Az 1855-s edoi földrengés Edoban egyike volt a nagy Ansei földrengéseknek, amely tűzvészt okozván pusztított.
1856. december 18-án Ieszada feleségül vette Atszu hercegnőt, aki Shimazu Nariakira és Konoe Tadahiro adoptált lánya. Úgy volt ismert, mint Midaidokoro Atszuko (első feleség Atszuko).
1857. október 21-én Ieszada az Edoi kastélyban fogadta audienciára az amerikai nagykövetet Townsend Harrist.
Hotta Madajosi tanácsára Ieszada végül aláírta a Harris szerződést 1858-ban (A kereskedelmi szerződés Japán és Amerika között) eztán következésképpen más nem egyenlő szerződést (Angol Japán Baráti Szerződés), amely lerombolta a szakokut (elszigetelés) irányelvet és beengedte a nyugati hatásokat Japánba.
Komei, az ebben az időben uralkodó császár volt a fő ellenzője Ieszada politikájának. Ennek megerősítése volt a szonnó dzsói mozgalom.
1858. április 23-án Ii Naoszukét kinevezték taironak.
Az 1858 és 1860 között széleskörűen kitört kolera csak Edoban 100 és 200 ezer embert ragadott el. Ieszada 1858-ban hunyt el feltehetően kolerában, gyermek nélkül. Sírját a Tokugava klán templomában, Kaneidzsinben találhatjuk, ami Uenoban van. Buddhista neve Onkjoin volt.
A politikai párton belül a bakufuk összecsaptak az öröklés miatt.Tokugava Nariaki, Satsuma és a többiek Tokugava Josinobut akarták örökösüknek, míg Ooku és a sógunátus beleértve Ii Naoszukét Tokugava Iemocsit támogatták, persze sikeresen. Ez a vita az Ansei tisztításban ért véget.

## Család
Ieszada először Takacukasza Acuko (1823-1848) hercegnővel, Takacukasza Maszahiro kampaku lányával házasodott össze 1842-ben. Habár a hercegnő hamar elhunyt himlőben anélkül, hogy gyermekük született volna. A második feleségével Icsidzso Hidekoval (1825-1850), Icsidzso Tadajosi lányával 1849-ben házasodtak össze. Icsidzso azonban kevesebb, mint egy évvel később betegségben elhunyt. A harmadik házasságát Acu hercegnővel (1836-1883) kötötte, aki az adoptált lánya volt Satsuma és Shimazu Nariakirának. Azonban egyik házasságából sem született gyereke. Halála előtt adoptálta az unokatestvére fiát Tokugava Jositomit (később Tokugava Iemocsit)
- Apja: Tokugava Iejosi
- Anyja: Hondzsuin (1807-1885)
- Feleségei:
  - Takacukasza Acuko(1823-1848)
  - Icsidzso Hideko(később Szundzsoin) (1825-1850)
  - Simazu Acuko(később Tensoin)
- Ágyasa: Osiga na Kata (?-1857)
- Adoptált fia:Tokugava Iemocsi

## Ieszada bakufu korszakai
Azok az évek, melyekben Ieszada shógun volt, egynél több korszak nevével, vagy nengoval azonosítanak.
- Kaei (1848-1854)
- Ansei (1854-1860)

## Popkultúra
Tokugava Ieszada szerepel a 2008-ban kiadott NHK taiga dráma Atszuhimeben, amely a felesége Tensoin életét mutatja be. Őt Maszato Szokai személyesíti meg(ellentétben más jellemzésével, ahol olyan, mint egy gyengeelméjű). bemutatja őt, mint egy romantikus, nagyrészt kitalált szerepben, ahol gyenge akaratú egyén, aki a felesége befolyása által gyakorolt erőfeszítést a sóguni munkájába.

## Fordítás
- Ez a szócikk részben vagy egészben  a   Tokugawa Iesada című angol Wikipédia-szócikk ezen változatának fordításán alapul.  Az eredeti cikk szerkesztőit annak laptörténete sorolja fel. Ez a jelzés csupán a megfogalmazás eredetét és a szerzői jogokat jelzi, nem szolgál a cikkben szereplő információk forrásmegjelöléseként.